# 유커
유커(중국어: 游客)는 본래 관광객을 의미하는 표준 중국어 낱말이나, 대한민국 내에서는 중국인 관광객을 의미하는 용어로 사용되고 있다.

## 참고 문헌
1. ↑  요우커 600만 시대, 이젠 실속 찾을 때, 중앙일보 2014.09.22